# Dig Out Your Soul
| 총 점수              | 총 점수 |
| 출처                 | 점수    |
| -------------------- | ------- |
| 메타크리틱           | 66/100  |
| 평가 점수            |         |
| 출처                 | 점수    |
| AllMusic             | [ 2 ]   |
| The A.V. Club        | B−      |
| Entertainment Weekly | B−      |
| The Guardian         | [ 5 ]   |
| The Irish Times      | [ 6 ]   |
| Los Angeles Times    | [ 7 ]   |
| NME                  | 8/10    |
| Pitchfork            | 4.9/10  |
| Rolling Stone        | [ 10 ]  |
| Spin                 | [ 11 ]  |

《Dig Out Your Soul》은 영국의 록 밴드 오아시스의 일곱 번째 스튜디오 음반이다. 2008년 10월 6일, 빅 브라더 레코딩에 의해 발매되었다. 이 음반은 2007년 8월에서 12월 사이에 런던의 애비 로드 스튜디오에서 녹음되었고, 2008년 1월과 3월에 로스앤젤레스의 빌리지 레코더에서 혼합되었다. 프로듀싱은 이전에 그룹의 여섯 번째 스튜디오 음반인 《Don't Believe the Truth》 (2005년)의 상당 부분을 프로듀싱한 데이브 사디가 담당했다. 리드 기타리스트 노엘 갤러거가 대부분의 곡을 작곡했으며, 리암 갤러거가 3곡을 작곡했으며, 겜 아처와 앤디 벨이 각각 1곡씩 기여했다.
이 음반은 세 개의 싱글에 의해 지원되었다. 2008년 9월 29일, 첫 싱글 〈The Shock of the Lightning〉이 발매되기 직전에 발매되었다. 표준 발매 외에도 CD에 수록된 음반이 들어 있는 한정판 박스 세트, 여분의 재료와 리믹스가 들어 있는 보너스 디스크, 음반 제작 다큐멘터리가 들어 있는 DVD, CD의 모든 음악이 고품질의 45rpm으로 잘라진 12인치 바이닐 디스크 4장, 커버 아트의 하드백 북도 있었다.
《Dig Out Your Soul》은 밴드가 만들어낸 하드 록과 사이키델릭 록 사운드로 비평가들로부터 긍정적인 평가를 받았고, 그것은 상업적인 성공이었다. 이 음반은 루멘 필드에서 시애틀에서 데뷔하여 18개월 동안 계속된 월드 투어에 의해 지원되었다. 2009년, 투어는 (노엘 갤러거가 밴드를 그만둔 것으로 인해) 영국에서 가장 큰 몇몇 경기장, 특히 새로운 웸블리 스타디움, 선덜랜드의 스타디움 오브 라이트, 에든버러의 머리필드 스타디움와 맨체스터의 히튼 파크에서 열린 세 번의 고향 공연으로 마무리되었다.

## 배경
2007년 1월, 《NME》와의 인터뷰에서, 노엘 갤러거는 음반에 대한 그의 비전에 대해 "내가 최근에 쓴 모든 곡들은 일종의 어쿠스틱적인 측면에 있었다, 알지? 하지만 다음 음반에서는 부엌 싱크대를 완전히 집어던지는 음반을 만들고 싶다"라고 그가 설명했다. "우리는 《Be Here Now》 이후로 그렇게 하지 않았어. 100개짜리 오케스트라와 합창단 같은 것들을 갖고 싶어. 《Standing on the Shoulder of Giants》 이후로 우리는 베이스, 드럼, 기타, 보컬만 있고 화려하지 않다는 것을 증명하려고 노력해왔어. 하지만 나는 약간 공상을 좋아해! 나는 정말 엄청난 음반을 만들고 싶어. 알아? 말 그대로 두 개의 오케스트라처럼 말이야."
2007년 10월, 노엘은 BBC 6 뮤직에 "재미있게도, 우리는 모두 따로 곡을 쓰지만, 어떤 이유에서인지 모든 곡들은 공통의 스레드를 가지고 있는 것처럼 들려. 우리는 이번에 더 많은 것에 초점을 맞추고 있었는데, 지난 음반은 꽤 '노랫소리'였어. 그게 말이 되는지 모르겠지만, 나는 모르겠어. 하지만 그것은 꽤 '노래적인' 〈The Importance of Being Idle〉, 〈Let There Be Love〉로 꽤 영국적이고 복고적인 60년대 음반이었어. 좀 더 홈 주위에 초점을 맞추고 있어. 그렇긴 하지만, 우리는 두 곡밖에 하지 않았지만 우리가 했던 모든 데모는 훌륭해."
2007년 11월, 가수 리암 갤러거는 로이터와의 인터뷰에서 "모든 곡이 작사, 작곡되었으며, 이 음반은 빌어먹을 록킹이 될 것이야. 음향 효과가 없어. 우리가 10곡 정도 리허설을 하고 들어왔어. 3개는 내 거야. 어떤 것은 노엘의 것이고, 어떤 것은 젬의 것이고, 어떤 것은 앤디의 것이야. 우리가 거기에 오래 있으니까 계속 나무에서 떼어내는 거야. 어떤 것들은 정말 무겁게 들리고, 그리고 나서 우리가 몇 개를 고르고 있는데, 너는 '글쎄, 그건 그것과 어울리지 않아, 그렇지.'라고 말했어. 그래서 우리는 계속해서 움직여. 노래가 많아. 우리는 지루하지 않을 것이야." 갤러거는 또한 음반에 대해 "모든 것을 던질 거야. 노엘이 이번에는 스튜디오에서 교훈을 얻었기를 바래!"
2008년 6월 15일, 토크SPORT와의 인터뷰에서 노엘은 이 음반이 "거대함", "록킹'"이며, "그것은 가장 중요한 라이브로 들릴 것이다"라고 덧붙였다. 이 음반의 다양한 곡들 사이에는 (누군가가 해변을 걸어가는 소리와 같은) 몇 개의 인터벌이 있다. 오아시스는 이것들을 "사이의 비트"라고 묘사했다.

## 녹음
오아시스는 《Dig Out Your Soul》의 녹음을 위해 웨스트민스터 애비 로드 스튜디오에서 《Don't Believe the Truth》의 프로듀서 데이브 사디와 재회했다. 세션은 2007년 7월~8월에 시작되어 크리스마스 즈음에 간헐적인 휴식과 함께 끝났다. 오아시스가 사용하고자 하는 녹음 구역을 미리 예약한 U2 때문에 오아시스가 애비 로드에서 녹음을 포기해야 했을 것으로 보이는 짧은 혼란기가 있었다. 이 문제는 노엘이 밴드 몰래 U2의 자리를 현금으로 샀을 때 해결되었는데, 이것은 스튜디오가 U2가 예약한 신용보다 현금 지불을 선호했기 때문에 가능했다. 잭 스타키는 세션 동안 공식 멤버가 되었다.
이 커버 아트는 아티스트 줄리언 하우스가 제작하였다. 《Dig Out Your Soul》이라는 음반 제목은 랄프 스테드먼이 제안한 문구로, 이는 곡 〈To Be Where There's Life〉의 가사에 등장하는 구절이다. 노엘 갤러거에 따르면 "우리는 스테드먼에게 음반을 주고, 그가 듣고 가사를 읽은 뒤 음반 제목 후보 리스트를 보내왔는데, 그중 하나가 《Dig Out Your Soul이》었다"고 한다. 노엘이 유일하게 요구한 사항은 "음반 제목에 오아시스라는 말만 안 들어가면 상관없다"는 것이었다. 믹싱은 로스앤젤레스에서 진행되었으며, 반복적인 장비 고장으로 인해 작업이 지연되었다. 음반이 완성된 뒤, 밴드는 음반을 발매할 레이블을 두고 여러 레코드사와 논의하기 시작했다. 2008년 8월, 리프리즈 레코드는 《Dig Out Your Soul》의 북미 배급을 맡겠다고 발표했다. 〈(I Wanna Live in a Dream in My) Record Machine〉과 〈Come on Outside〉는 원래 이 음반에 수록될 예정이었지만, 노엘의 말에 따르면 리암 갤러거가 "녹음할 시간이 부족했다"는 이유로 결국 제외되었다.

## 홍보

### 영국의 공식 광고, 게릴라 마케팅
영국의 크리에이티브 에이전시 인트로가 《Dig Out Your Soul》 프로모션을 담당했다. 처음에는 음반 커버에만 접근했는데, 밴드는 인트로의 크리에이티브 파트너인 줄리언 하우스를 선택했고, 줄리언 하우스는 캠페인의 아트 디렉터가 되었다. 영국에서의 홍보는 영국의 주요 도시들에서 텔레비전 광고와 광고판의 사용을 포함했다. 또한 음반이 발매될 무렵 전국 신문에도 광고가 게재되었다. 이 음반은 또한 소셜 네트워킹 웹사이트인 마이스페이스에서 무료로 광고되었다. 노엘 갤러거의 친구인 코미디언 러셀 브랜드는 그의 목소리를 음반의 TV 캠페인에 빌려주었다.
런던, 리즈, 글래스고, 브라이턴, 리버풀에서는 음반의 발매와 동시에 음반의 로고가 갓 개장한 셰퍼드 부시 역의 앞마당을 포함한 포장 도로에 스프레이 태그로 표시되었다.

### 뉴욕에서 버스킹
악보와 가사는 뉴욕 지역의 여러 버스킹 밴드들에게 주어졌다. 밴드의 공식 웹사이트를 통해 뉴욕 거리에서 밴드가 4곡의 노래(〈The Turn〉, 〈(Get Off Your) High Horse Lady〉, 〈Bag It Up〉, 〈The Shock of the Lightning〉)를 공연했다고 보고되었다. 《뉴욕 타임스》는 이 버스커들이 밴드의 공식 웹사이트를 통해 온라인으로 신청한 후 선발되었다고 보도했다. 이 밴드의 웹사이트의 공식 비디오는 겜 아처, 앤디 벨, 리암 갤러거가 새로운 노래의 리허설 동안 참석하는 것을 보여준다.

## 곡 목록
| #   | 제목                               | 작사·작곡   | 재생 시간 |
| --- | ---------------------------------- | ----------- | --------- |
| 1.  | 〈Bag It Up〉                      | 노엘 갤러거 | 4:40      |
| 2.  | 〈The Turning〉                    | N. 갤러거   | 5:04      |
| 3.  | 〈Waiting for the Rapture〉        | N. 갤러거   | 3:03      |
| 4.  | 〈The Shock of the Lightning〉     | N. 갤러거   | 4:59      |
| 5.  | 〈I'm Outta Time〉                 | 리암 갤러거 | 4:10      |
| 6.  | 〈(Get Off Your) High Horse Lady〉 | N. 갤러거   | 4:06      |
| 7.  | 〈Falling Down〉                   | N. 갤러거   | 4:20      |
| 8.  | 〈To Be Where There's Life〉       | 겜 아처     | 4:35      |
| 9.  | 〈Ain't Got Nothin'〉              | L. 갤러거   | 2:14      |
| 10. | 〈The Nature of Reality〉          | 앤디 벨     | 3:47      |
| 11. | 〈Soldier On〉                     | L. 갤러거   | 4:50      |

| #   | 제목                                 | 작사·작곡 | 재생 시간 |
| --- | ------------------------------------ | --------- | --------- |
| 12. | 〈I Believe in All〉                 | L. 갤러거 | 2:41      |
| 13. | 〈The Turning (Alt. version No. 4)〉 | N. 갤러거 | 4:57      |

## 인증
| 국가                       | 인증        | 판매량/출하량 |
| -------------------------- | ----------- | ------------- |
| 이탈리아                   | —           | 70,000        |
| 일본 (RIAJ)                | 골드        | 100,000^      |
| 영국 (BPI)                 | 2× 플래티넘 | 600,000^      |
| ^출하량을 기반으로 한 인증 |             |               |